# Штруфенгюттен
Штруфенгюттен (нім. Struvenhütten) — громада в Німеччині, розташована в землі Шлезвіг-Гольштейн. Входить до складу району Зегеберг. Складова частина об'єднання громад Кісдорф.
Площа — 12,88 км2. Населення становить 966 ос. (станом на 31 грудня 2020).